# Erik Carlsson
Erik Carlsson   (Trollhättan, 5 de març de 1929 - Anglaterra, 27 de maig de 2015) va ser un pilot de ral·li suec que competia internacionalment de forma habitual, sobretot al Campionat d'Europa de Ral·lis, on fou subcampió en tres ocasions. Sempre va estar vinculat al fabricant de cotxes suec Saab, del qual en va ser pilot oficial.
Va ser el marit de la pilot de ral·li Pat Moss.

## Trajectòria
Carlsson, que sempre va competir amb vehicles de la marca Saab, comença a disputar proves de ral·li a Suècia als anys 50, si bé aviat comença a disputar proves del Campionat d'Europa de Ral·lis en molts altres països.
En tres ocasions ha aconseguit finalitzar com a subcampió el Campionat d'Europa, si bé mai aconseguí alçar-se amb el títol. L'any 1959, pilotant un Saab 93B, es superat a la classificació final per Paul Coltelloni, l'any 1962, aquesta vegada amb un Saab 96, és superat per Eugen Böhringer i l'any 1964, amb un Saab 96 Sport, fou superat per Tom Trana.
Cal destacar que va guanyar en tres ocasions consecutives, de 1960 a 1962, el RAC Ral·li.